# تپه آق یر ۲
تپه آق یر ۲ مربوط به عصر آهن - دوره اشکانیان است و در شهرستان ماهنشان، بخش مرکزی، دهستان اوریاد، روستای ارزه خوران، ۵۰ متری جنوب جاده خاکی ارزه خوران واقع شده و این اثر در تاریخ ۱۵ دی ۱۳۸۷ با شمارهٔ ثبت ۲۴۰۶۶ به‌عنوان یکی از آثار ملی ایران به ثبت رسیده است.